# Gianni Paulino Reyes
Gianni Cloelia Paulino Reyes  (Santiago de los Caballeros, República Dominicana; 29 de diciembre de 1967) es comunicadora, productora teatral, actriz y activista social.
Inició su carrera en la televisión en 1985 como presentadora de noticias en Telesistema. 
Años después produjo y condujo el programa "Gianni Espectacular" por un período de 10 años, nombre con el cual se dio a conocer artísticamente, programa galardonado por Premios Casandra 2009 en el renglón Revista Semanal de Variedades. 
Fundó la compañía de producción "Atrévete, SRL" en 2002, con el cual ha producido 9 obras de teatro en República Dominicana. Siendo nominadas por Premios Soberano como Mejor Producción Teatral las Obras de teatro “Brujas Somos Todas” en 2012 y TOC TOC en 2015. 
Gianni también se destaca por su labor social para mejorar la calidad de vida de los adultos mayores de República Dominicana a través de la Fundación "Manos Arrugadas" la cual se instauró en 2006.   
Ganadora del premio "Hombre y Mujer del Año 2014" renglón Labor Social otorgada por Diario Libre, “Micrófono de Oro” 2006 y 2010 del Círculo Dominicano de Locutores, Medalla al Mérito de la Mujer Dominicana 2019 otorgado por la Presidencia de la República Dominicana, entre otros.

## Programas de TV
Gianni Paulino comenzó como presentadora de noticias en 1985 en Telesistema, luego pasó a “Informativos Teleantillas” y por último a “Uno + Uno”. 
Luego dio sus primeros pasos como presentadora de televisión en el programa matinal “Sección 2” y como productora de televisión en el programa "Atrévete" y más tarde en "Vivo en Vivo".
De 1995 al 2000 produjo y condujo el programa matinal “Atrévete”; la cual presentó junto con Saraida de Marchena hasta 1998. Este fue estrenado en Cinevisión, pasando en 1996 a Telecentro y en 1999 a Teleantillas.
Ha sido rostro de campañas publicitarias para marcas como Ariel, Banco Popular, Induveca, Sederías California y Whirlpool.

### Presentadora de Televisión
| Programa                  | Año(s)      | Canal(es)    | Notas                                                                             |
| ------------------------- | ----------- | ------------ | --------------------------------------------------------------------------------- |
| Telenoticias              | 1985        | Telesistema  | Sección Económica Mercado, Precios y Divisas, duración 8 meses                    |
| Informativos Teleantillas | 1987        | Teleantillas | Boletines informativos SITA                                                       |
| Informativos Teleantillas | 1988        | Teleantillas | Noticiario Teleantillas con la locutora Ivette Otero.                             |
| Uno + Uno                 | 1991        | Teleantillas | Presentadora de Noticias                                                          |
| Sección 2                 | 1992 a 1995 | Teleantillas | Programa matinal de variedades junto al actor y productor de teatro Alberto Ruiz. |

### Productora de Televisión
En 1989 inició su carrera como productora de televisión en los programas matinales "Intermedio", por Teleantillas.
En 1995 emprende “Atrévete” con Saraida de Marchena hasta 1998; y "Vivo en Vivo"  el 22 de octubre del 2001 por Telemicro.

#### Gianni Espectacular
En 2003 pasó a la programación de fin de semana con el programa "Gianni Espectacular", Revista Semanal de Variedades que produjo y condujo por 10 años. Inicia en Telesistema, luego pasa a Telecentro en 2005 y por último a Color Visión del 2009 al 2013 fecha en la que anuncia su retiro de la televisión.
| Producciones de Televisión | Producciones de Televisión | Producciones de Televisión | Producciones de Televisión                         |
| Programa                   | Año(s)                     | Canal(es)                  | Notas                                              |
| -------------------------- | -------------------------- | -------------------------- | -------------------------------------------------- |
| Atrévete                   | 1995-1996                  | Cinevisión                 | Programa matinal conducido con Saraida de Marchena |
| Atrévete                   | 1996-1998                  | Telecentro                 | Programa matinal conducido con Saraida de Marchena |
| Atrévete                   | 1999-2000                  | Teleantillas               |                                                    |
| Vivo en Vivo               | 2001                       | Telemicro                  | Programa matinal de 9 a. m. a 11 a. m.             |
| Gianni Espectacular        | 2003                       | Telesistema                | Revista Semanal de Variedades.                     |
| Gianni Espectacular        | 2005                       | Telecentro                 | Revista Semanal de Variedades.                     |
| Gianni Espectacular        | 2009 - 2013                | Color Visión               | Revista Semanal de Variedades.                     |

## Teatro
Estableció en 2002 la Productora Atrévete, SRL, con la cual produjo 10 obras de teatro.
Luego fundó el Teatro Lope de Vega Santo Domingo, el cual abrió sus puertas el 1 de diciembre del 2022 en Novocentro, con el cual ha producido hasta el momento 2 obras de teatro. 

### Producciones de Gianni Paulino
| Producciones de Teatro | Producciones de Teatro   | Producciones de Teatro                                      | Producciones de Teatro | Producciones de Teatro |
| Año                    | Obra                     | Autor                                                       | Director               | Ref                    |
| ---------------------- | ------------------------ | ----------------------------------------------------------- | ---------------------- | ---------------------- |
| 2010                   | El Aplauso va por dentro | Mónica Montañez                                             | Laura García Godoy     | [ 12 ]                 |
| 2011                   | El Aplauso va por dentro | Mónica Montañez                                             | Laura García Godoy     | [ 13 ]                 |
| 2012                   | Brujas somos todas       | Santiago Moncada                                            | Germana Quintana       | [ 14 ]                 |
| 2013                   | La Dama de Negro         | Susan Hill                                                  | Germana Quintana       | [ 15 ]                 |
| 2014                   | Las Preciosas Ridículas  | Jean Batiste Molière                                        | Germana Quintana       | [ 16 ]                 |
| 2015                   | TOC TOC                  | Laurent Baffie y adaptada al español por Julián Quintanilla | Germana Quintana       | [ 17 ]                 |
| 2016                   | TOC TOC                  | Laurent Baffie y adaptada al español por Julián Quintanilla | Germana Quintana       | [ 18 ]                 |
| 2017                   | Le Prenom                | Alexandre de La Patelliere y Mathieu Delaporte              | Antonio Melenciano     | [ 19 ]                 |
| 2018                   | Big Capital              | Iván Alcántara                                              | Germana Quintana       | [ 20 ]                 |
| 2019                   | 7 Años                   | José Cabezas y Julia Fontana                                | Elvira Taveras         | [ 21 ]                 |
| 2020                   | Mimosas                  | Santiago Moncada                                            | Germana Quintana       | [ 22 ]                 |
| 2021                   | Hay que Deshacer la Casa | Sebastián Junyent                                           | Manuel Chapuseaux      | [ 23 ]                 |
| 2023                   | Doble o Nada             | Sabina Berman                                               | Manuel Chapuseaux      | [ 24 ]                 |
| 2024                   | Escape Room              | Joel Joan y Héctor Claramunt                                | Indiana Brito          | [ 25 ]                 |

## Actividades Benéficas
Gianni Paulino creó la Fundación Manos Arrugadas (FUNDAMA)  en 2006, de la cual es presidenta, con el objetivo de brindar ayuda a toda la comunidad de adultos mayores desprotegidos de República Dominicana. 

### Fundación "Manos Arrugadas"
Es una institución sin fines de lucro con la misión de crear una plataforma para promover el respeto hacia las personas longevas y concientizar a la ciudadanía sobre las condiciones físicas, económicas y psicológicas que caracterizan a la tercera edad. 
Esta organiza los eventos anuales pro recaudación de fondos de “Aces por Manos Arrugadas” y “Cena para que Otros Cenen”.
En 2016 inaugura la Residencia Manos Arrugadas en la Zona Colonial de Santo Domingo, estancia de día para los adultos mayores, donde reciben el Programa de reintegración Física, Social, Productiva y Bienestar Humano de los adultos mayores de República Dominicana.
Gianni es la creadora del libro Hola Vejez, guía para vivir muchos años.

## Premios y Reconocimientos

### Premios Casandra (Soberano)
| Año  | Categoría                                          | Ref    |
| ---- | -------------------------------------------------- | ------ |
| 2009 | Revista Semanal de Variedades, Gianni Espectacular | [ 30 ] |

### Micrófono de Oro
Premio otorgado por Círculo de Locutores Dominicanos.
| Año  | Categoría                    | Ref    |
| ---- | ---------------------------- | ------ |
| 2006 | Animadora TV                 | [ 31 ] |
| 2010 | Presentador y Animador de TV | [ 32 ] |

### Hombre y Mujer del Año
Premio otorgado por Periódico Diario Libre Dominicano
| Año  | Categoría              | Ref    |
| ---- | ---------------------- | ------ |
| 2014 | Hombre y Mujer del Año | [ 33 ] |

### Otros Premios y Reconocimientos
| Año  | Premio | Ref           |
| ---- | --- | ------------- |
| 1995 | Premio Joven Comunicador del Año (PUCMM)                                                                                                 |               |
| 2011 | Premio Gallo de Oro en la categoría, Institución Social, por su trabajo altruista a través de la Fundación Manos Arrugadas               | [ 34 ]        |
| 2012 | Nominada doblemente a Premios Casandra mejor producción teatral por la obra “Brujas Somos Todas” y por su programa “Gianni Espectacular” | [ 35 ]        |
| 2015 | Gran Premio al Mérito, Premio “Elegante Noche”                                                                                           | [ 36 ]        |
| 2016 | Nominada Premios Soberano mejor producción teatral por la obra “TOC TOC”                                                                 | [ 37 ] [ 38 ] |
| 2019 | Medalla al Mérito de la Mujer Dominicana. Presidencia de la República Dominicana                                                         | [ 39 ]        |

## Vida privada
Es madre de cuatro hijos procreados en su matrimonio con el comunicador Dany Alcántara en 1989.
Es licenciada en derecho de la Universidad Nacional Pedro Henríquez Ureña, mención Ciencias Políticas. Certificada por la International Coaching de Londres UK.
En el 2020 se gradúa de Magíster en Responsabilidad Social Empresarial y Sostenibilidad, Pontificia Universidad Católica Madre y Maestra (PUCMM) y Universidad Politécnica de Valencia, España, dentro de la primera promoción de la Maestría en Responsabilidad Social Empresarial y Sostenibilidad “Alejandro E. Grullón E.”